# くるみミラクル
『くるみミラクル』は、1997年にバンプレストから発売されたPlayStation用ゲームソフトである。

## 概要
魔法少女のくるみを一人前の魔法使いに育て上げる育成シミュレーション。プレイヤーはくるみを操作し、グラニュー島と呼ばれる場所で100日間育成を行う。島の人たちや友だちと会話させたりするとイベントが発生し、その結果でくるみのパラメータが変化していく。パラメータの変化によって成長の仕方が変わり、くるみの将来も変わる。くるみの将来は30種類以上が用意されており、一人前の魔法使いになる以外にも様々なものがある。

## キャラクター
くるみ・リトル・レスフィール
声：今井由香
プレイヤーが育てていく魔法少女。明るい性格だが両親から甘やかされて育ったため、わがままな部分がある。魔法の才能があり、始めから使える魔法もあるが修行不足で半人前。親元を離れ、グラニュー島へ出発するところから物語は始まる。
アリサ・ルファ・ヴィンセント
声：渕崎ゆり子
くるみのライバルである魔法少女。魔法はくるみより優位である。優しくてお節介な面があるが自分に素直になれないようで、くるみには自信過剰気味で嫌味な態度をとっている。
アヤメ・カミシロ
声：皆口裕子
オカルト関係に詳しく、それらを使いこなすことができる。
ステラ・シルバムーン
声：吉田古奈美
魔法嫌いの科学万能主義者。思いつきで行動する性格で、メカを作っては失敗している。鍛冶屋の兄のことを尊敬しており、ブラコン気味でもある。
アプル・グレイプス
夫のパーシモと2人で宿屋を切り盛りしている女性。チェリーという娘がいる。
ナギサ・マリーウィン
島で漁を営むオーシャンの一人娘で、父親とともに漁に出ることがある。母親はすでに他界している。
コーラル・マクスウェル
くるみが移り住んだ村の長。
フローネ・ルジョリカ
食料品店で働く女性。近所に住むナギサと仲が良い。
ミモザ・シャンパーニ
夜に食堂で酒場を開いている女性。大人の色気漂う美人で、くるみに優しく接してくれる。
レシピ・クローディア
村の食堂でウェイトレスをしている女性。コックのディッシュとはいとこで、彼をアニキと呼んで慕っている。